# 서동로 (포항시)
서동로(Seodong-ro)는 대한민국 경상북도 포항시 북구 용흥동에서 신흥동, 덕산동, 상원동, 여천동, 동빈동, 남구 송도동을 거쳐 연결하는 도로이다.

## 노선 경로
- 교차로 명칭 미상
  - 국도 제7호선 (새천년대로)
- 사거리 명칭 미상
  - 용당로
- 육거리
  - 중앙로, 삼호로, 중앙상가길
- 사거리 명칭 미상
  - 동빈로
- 동빈큰다리사거리
  - 해동로
- 동빈큰다리
- 사거리 명칭 미상
  - 운하로
- 사거리 명칭 미상
  - 송림로
- 삼거리 명칭 미상
  - 희망대로